# Velika Varnica
Velika varnica je naselje v Občini Videm.